# Saison 2 de Faking It
Chronologie
Saison 1 Saison 3
Cet article présente le guide des épisodes de la deuxième saison de la série télévisée américaine Faking It.

## Synopsis
Amy et Karma, deux lycéennes presque ordinaires décident de devenir populaires, en effet, elles sont inconnues de tous, sauf d'Irma, la cantinière. Elles rencontrent Shane et Liam qui les prennent pour un couple de lesbiennes. Les deux amies vont faire semblant d'être lesbiennes pour attirer l'attention, seulement tout ne se passera pas comme prévu...

## Distribution

### Acteurs principaux
- Katie Stevens (VFB : Mélanie Dermont) : Karma Ashcroft
- Rita Volk (VFB : Mélissa Windal) : Amy Raudenfield
- Gregg Sulkin (VFB : Alexandre Crépet) : Liam Booker
- Bailey Buntain : Lauren Cooper
- Michael J. Willett (VFB : Maxime Donnay) : Shane Harvey

### Acteurs récurrents
- Rebecca McFarland : Farrah, mère d'Amy
- Senta Moses (en) : Principale d'Hester, Penelope
- Erick Lopez : Tommy Ortega, ex-petit d'ami de Lauren
- Courtney Kato : Leila, amie de Lauren
- Breezy Eslin : Elizabeth, amie de Lauren
- Amy Farrington : Mère de Karma
- Lance Barber : Père de Karma
- Anthony Palacios : Pablo, amie de Lauren et petit-ami de Shane
- August Roads : Oliver, ami d'Amy
- Yvette Monreal : Reagan
- Keith Powers : Théo/Anthony
- Skyler Maxon : Duke Lewis Jr.
- Lindsey Shaw : Sasha Harvey, sœur de Shane et "love interest " de Liam

### Invités
- Laverne Cox : Margot
- Fifth Harmony : BOY Banned
- Nicholas Brendon : Jackson Lee

## Production

### Développement
Le 9 juin 2014, MTV a officiellement renouvelé la série pour une deuxième saison de dix épisodes .
Le 21 octobre 2014, MTV commande dix épisodes supplémentaires portant la saison à vingt épisodes.

### Diffusions
- Aux États-Unis, la saison est diffusée en deux parties du 23 septembre 2014 au 25 novembre 2014 puis la seconde partie sera diffusée courant printemps 2015 sur MTV ;
- Au Canada, la saison est diffusée en simultané sur MTV (Canada) ;

## Épisodes

### Épisode 1:Pilule sans lendemain
- États-Unis : 23 septembre 2014 sur MTV[3]
- France : 24 avril 2015 sur MTV France [4]

- États-Unis : 1,04 million de téléspectateurs[5] (première diffusion)

Après leur nuit, Liam et Amy se réveillent surpris. Alors que Liam s'échappe, Karma arrive et tente de s'excuser auprès de sa meilleure amie. Amy est tellement préoccupée par le fait d'avoir couché avec Liam qu'elle ne l'écoute pas et la repousse sans vraiment le vouloir. 
La mère d'Amy qui a aperçu Liam tout nu quand il cherchait à fuir la chambre d'Amy, est tout heureuse et pense que sa fille n'est pas complètement lesbienne. Plus tard, Amy se rend en pharmacie pour acheter la pilule du lendemain, et se sent toujours honteuse. 
Karma tente aussi de s'excuser auprès de Liam, mais celui-ci n'est pas prêt à lui pardonner et préfère qu'ils s'éloignent quelque temps. Néanmoins, il finit par lui pardonner à la fin de l'épisode. 
Shane est heureux avec son nouveau boyfriend Pablo, et celui-ci lui conseille d'aller s'excuser auprès de Lauren. C'est ce qu'il fait, mais elle refuse de lui pardonner à moins qu'il fasse quelque chose pour elle : c'est-à-dire empêcher Tony de révéler son secret à tout le monde. Shane accepte le défi.
Karma qui ne veut pas que Amy s'éloigne d'elle, lui écrit une chanson. Néanmoins, elle est coupée en plein milieu par l'apparition de Liam et de Tony dans son champ de vision. 
D'autre part, Shane avoue à Liam qu'Amy a vraiment des sentiments pour Karma et qu'elle n'a pas fait semblant. 
Alors que Shane a décidé de kidnapper Tony pour lui faire du chantage, on finit par découvrir le secret de Lauren : elle est née intersexe. Shane va la voir et Lauren lui pardonne après qu'il lui ait dit des paroles réconfortantes. On pourrait presque deviner un début d'amitié.
Karma et Amy finissent par avoir une discussion et se pardonnent mutuellement. 
À la fin de l'épisode, on aperçoit Lauren qui découvre la boite de la pilule du lendemain...

### Épisode 2:Le Poids des secrets
- États-Unis : 30 septembre 2014 sur MTV
- France : 24 avril 2015 sur MTV France

- États-Unis : 751 000 téléspectateurs[6] (première diffusion)

Karma et Amy ont prévu un week-end entre filles. Shane semble sceptique et le dit à Amy. Pour lui, cela risque d'être « trop bizarre ». 
Il n'a pas tout à fait tort puisque l'on voit les gaffes que fait Karma vis-à-vis d'Amy sans le vouloir. Pour éviter les blancs gênants entre elle et Karma, Amy décide d'inviter Lauren à leur week-end. 
Néanmoins, Lauren va s'en rendre compte et va tout faire pour que la situation devienne encore plus gênante qu'elle ne l'est déjà. 
Quant à Liam et Shane, ils se rendent dans un bar où une bagarre éclate. Shane épate tout le monde avec ses talents de karaté. 
Plus tard, on apprend que Liam en veut à Shane de ne pas lui avoir dit que Amy était vraiment amoureuse de Karma. 
Par ailleurs, Lauren avoue à Amy qu'elle est au courant pour elle et Liam. Pourtant, elle jure qu'elle ne dira rien, puisqu'elle considère qu'entre sœurs, il y a un code d'honneur à respecter. 

### Épisode 3:Cours de langue
- États-Unis : 7 octobre 2014 sur MTV
- France : 1er mai 2015 sur MTV France

- États-Unis : 729 000 téléspectateurs[7] (première diffusion)

### Épisode 4:Mises en scènes
- États-Unis : 14 octobre 2014 sur MTV
- France : 8 mai 2015 sur MTV France

- États-Unis : 645 000 téléspectateurs[8] (première diffusion)

Laverne Cox (Margot)

### Épisode 5:Tensions
- États-Unis : 21 octobre 2014 sur MTV
- France : 15 mai 2015 sur MTV France

- États-Unis : 713 000 téléspectateurs[9] (première diffusion)

### Épisode 6:Ecstasy et agonie
- États-Unis : 28 octobre 2014 sur MTV
- France : 22 mai 2015 sur MTV France

- États-Unis : 687 000 téléspectateurs[10] (première diffusion)

Le groupe Fifth Harmony

### Épisode 7:Soirée entre potes
- États-Unis : 4 novembre 2014 sur MTV
- France : 29 mai 2015 sur MTV France

- États-Unis : 674 000 téléspectateurs[11] (première diffusion)

### Épisode 8:Zen et les reines
- États-Unis : 11 novembre 2014 sur MTV
- France : 5 juin 2015 sur MTV France

- États-Unis : 912 000 téléspectateurs[12] (première diffusion)

### Épisode 9:Retour de bâton karmique
- États-Unis : 18 novembre 2014 sur MTV
- France : 12 juin 2015 sur MTV France

- États-Unis : 845 000 téléspectateurs[13] (première diffusion)

### Épisode 10:Flagrants délits
- États-Unis : 25 novembre 2014 sur MTV[14]
- France : 19 juin 2015 sur MTV France

- États-Unis : 1,04 million de téléspectateurs[15] (première diffusion)

Nicholas Brendon

### Épisode 11:Nu-tinerie(Stripped)
- États-Unis : 31 août 2015 sur MTV

- États-Unis : 922 000 téléspectateurs[16] (première diffusion)

### Épisode 12:Les Revengers: L'ère du Monocle(The Revengers: Age of the Monocle)
- États-Unis : 7 septembre 2015 sur MTV

- États-Unis : 584 000 téléspectateurs[17] (première diffusion)

### Épisode 13:Projet pour l'été(Future Tense)
- États-Unis : 14 septembre 2015 sur MTV

- États-Unis : 439 000 téléspectateurs[18] (première diffusion)

### Épisode 14:Le combat du samedi soir(Saturday Fight Live)
- États-Unis : 21 septembre 2015 sur MTV

- États-Unis : 401 000 téléspectateurs[19] (première diffusion)

### Épisode 15:Ébullition(Boiling Point)
- États-Unis : 28 septembre 2015 sur MTV

- États-Unis : 584 000 téléspectateurs[20] (première diffusion)

### Épisode 16:Déjà vu(Faking it... Again)
- États-Unis : 5 octobre 2015 sur MTV

- États-Unis : 374 000 téléspectateurs[21] (première diffusion)

### Épisode 17:Bal obligatoire(Prom Scare)
- États-Unis : 12 octobre 2015 sur MTV

- États-Unis : 390 000 téléspectateurs[22] (première diffusion)

### Épisode 18:Bal explosif(Nuclear Prom)
- États-Unis : 19 octobre 2015 sur MTV

- États-Unis : 508 000 téléspectateurs[23] (première diffusion)

### Épisode 19:Sexe, mensonges et fête improvisée(The Deep End)
- États-Unis : 26 octobre 2015 sur MTV

- États-Unis : 441 000 téléspectateurs[24] (première diffusion)

### Épisode 20:Fin d'année(School's Out)
- États-Unis : 2 novembre 2015 sur MTV

- États-Unis : 515 000 téléspectateurs[25] (première diffusion)